# Список послов государств Азии в России

## Армения
- Феликс Мамиконян (1992—1994), временный поверенный[1]
- Юрий Мкртумян (1994—1997)
- Гагик Шахбазян (1997—1999)
- Сурен Саакян (1999—2002)
- Армен Багратович Смбатян (2002—2010)
- Олег Есаевич Есаян (2010—2017)
- Вардан Суренович Тоганян (2017—2022)
- Вагаршак Арутюнян (2022—н. в.)

## Афганистан
- Ахмад Зия Масуд (2001—2004)
- Залмай Азиз (2007—2010)
- Азизулла Карзай (2010—2016)
- Абдул Каюм Кучай (2017—2019)
- Мохаммад Латиф Баханд (2019—2020)
- Саид Тайеб Джавад (2021—2022)

## Бангладеш
- А. Х. Сикдер (2005—2007)
- М. Миджарул Кайес (2007—2009)
- С. М. Сайфул Хок (2009—201?)
- Камрул Ахсан (2019—н. в.)

## Бахрейн
- Абдельхамид Али Хасан Али  (2003—2009)
- Хашим Хасан аль-Баш (2010—2014)
- Ахмед Абдулрахман Махмуд Исмаил Аль-Саати (2015—н. в.)[2]

## Бруней
- Хаджи Эмран Бахар (2009—2012)[3]
- Хайни Хашим (2012—2022)[4]
- Мухаммад Хусаини Бин Пплбидди Хдж Алауддин (2022—н. в.)

## Израиль
- Арье Левин (дипломат) (1991—1992)
- Хаим Бар-Лев (1992—1994)
- Ализа Шенхар (1994—1997)
- Цви Маген (1998—1999)
- Натан Мерон (2000—2003)
- Аркадий Мильман (2003—2005)
- Анна Азари (2006—2010)
- Дорит Голендер-Друкер (2010—2015)
- Цви Хейфец (2015—2017)
- Гарри Корен (2017—2019)
- Александр Бен Цви (ноябрь 2020—н. в.)

## Индия
- 1992—1998 Ронен Сен
- 1998—2001 С. К. Ламбах
- 2001—2004 Кришнан Рагхунатх
- 2004—2007 Канвал Сибал
- 2007—2011 Прабхат Шукла
- 2011—2014 Аджай Малхотра
- 2014—2016 П. С. Рагхаван
- 2016—2018 Панкадж Саран
- 2018—2021 Венкатеш Варма
- 2021—н. в. Паван Капур

## Иордания
- А. Аль-Курди (2003—2008)
- Ахмед Сатаан Аль-Хасан (2010—2013)
- З. Аль-Маджали (2013—2017)
- Амджад Оде Адайле (2017—2020)
- Халид Абдулла Краием Шавабка (2021—н. в.)

## Иран
- Голямреза Ансари (2005—2008)
- Саджади Реза (2008—2013)
- Мехди Санаи (2013—2019)
- Казем Джалали (2019—н. в.)

## Йемен
- Мохамед Салех Ахмед аль-Хеляли (2008—2015)
- Абдулла Мохаммед Аль-Аква (2015—2017)
- Ахмед Салем аль-Вахейши (2017—н. в.)

## Казахстан[5]
| Срок полномочий                 | Посол                  |
| ------------------------------- | ---------------------- |
| январь 1994—февраль 2002        | Таир Мансуров          |
| 2002—ноябрь 2003                | Алтынбек Сарсенбайулы  |
| ноябрь 2003—24 января 2006      | Крымбек Кушербаев      |
| 1 февраля 2006—19 января 2007   | Жансеит Туймебаев      |
| 12 февраля 2007—14 октября 2008 | Нуртай Абыкаев         |
| 11 ноября 2008—24 июня 2009     | Адильбек Джаксыбеков   |
| 14 августа 2009—25 апреля 2012  | Заутбек Турисбеков     |
| 25 апреля 2012—22 января 2014   | Галым Оразбаков        |
| 11 февраля 2014—12 января 2017  | Марат Тажин            |
| 3 февраля 2017—18 декабря 2019  | Имангали Тасмагамбетов |
| 29 января 2020—н. в.            | Ермек Кошербаев        |

## Кипр
- Андреас Георгиадис (2002—2004)
- Леонидас Пантелидис (2004—2008)
- Петрос Кесторас (2008—2013)
- Георгиос Х. Касулидис (2014—2017)
- Леонидас Маркидис (2017—2019)
- Андреас Зинонос (2019—2022)
- Кипрос Йоргаллис (2022—н. в.)

## Кыргызстан
- Акматбек Касымкулович Нанаев (1992—2000)
- Кемелбек Касымкулович Нанаев (2001—2005)
- Апас Джумагулович Джумагулов (2005—2007)
- Раимкул Арзимаматович Аттакуров (2008—2010)
- Улукбек Кожомжарович Чиналиев (2011—2012)
- Болот Тологонович Джунусов (2012—201?)
- Аликбек Джекшенкулович Джекшенкулов (2019—2020)
- Гульнара-Клара Самат (2021—н. в.)

## КНДР
- Сон Пиль Сон (1990—1998)
- Пак Ыйчхун (1999—2007)
- Ким Ён Дже (2007—2014)
- Ким Хён Чжун (2014—2019)
- Син Хон Чхоль (2020—н. в.)

## Китай
- февраль 1992 — июнь 1995 — Ван Цзиньцинь 王荩卿
- июнь 1995 — сентябрь 1998 — Ли Фэнлинь 李凤林
- сентябрь 1998 — июль 2001 — У Тао 武韬
- июль 2001 — октябрь 2003 — Чжан Дэгуан 张德广
- ноябрь 2003 — июль 2009 — Лю Гучан 刘古昌
- август 2009 — август 2019 — Ли Хуэй 李辉
- август 2019 — н. в. — Чжан Ханьхуэй 张汉晖

## Лаос
- Тхонгасаван Фомвихан (2003—2009)
- Сомпхон Ситялын (2009—2011)
- Тхиенг Буфа (2011—2017)
- Сивиенгпхет Пхетворасак (2017—2020)
- Вилаван Йиапохэ (2021—н. в.)

## Монголия
| Посол                  | Срок полномочий | Примечания |
| ---------------------- | --------------- | --- |
| Намын Мишигдорж        | 1990—1994       | |
| Н. Бавуу               | 1994—1996       | |
| Цэрэндашийн Цолмон     | 1996—2000       | |
| Санжийн Баяр           | 2001—2005       | Родился 4 марта 1956 года, был 22-м премьер-министром Монголии и генеральным секретарём МНП.                                                              |
| Лувсандандарын Хангай  | 2006—2008       | Лувсандандарын Хангай родился в 1956 году в Улан-Баторе, личный представитель президента Монголии по взаимодействию с Россией.                            |
| Долоонжингийн Идэвхтэн | 2009—2013       | Родился в аймаке Умнеговь в 1953 году, бывший заместитель председателя парламента Монголии, экс-заместитель министра окружающей среды и туризма Монголии. |
| Шухэрийн Алтангэрэл    | 2013—2015       | Шухэрийн Алтангэрэл родился 5 января 1951 в Москве, министр иностранных дел Монголии в 1996-1998 годах.                                                   |
| Банзрагч Дэлгэрмаа     | 2015—2019       | |
| Дуламсурэн Дава        | 2019—н. в.      | |

## Пакистан
- Мохаммед Халид Хаттак (2008—2013)
- Аламгир Башар Хан Бабар (2013—2014)
- Захир Аслам Джанджуа (2014—2016)
- Кази Мохаммад Халилулла (Qazi Mohammad Khalilullah) (20 апреля 2016—31 декабря 2019)[6]
- Шафкат Али Хан (2020—н. в.)

## Таджикистан
- Абдулладжанов, Абдумалик Абдуллаевич (1993—1994)
- Мирзоев, Рамазон Зарифович (1995—2001)
- Сафаров, Сафар Гаюрович (2001—2007)
- Достиев, Абдулмаджид Салимович (2007—2014)
- Сатторов, Имомудин Мирзоевич (2014—2021)
- Гулмахмадов, Давлатшо Курбоналиевич (2021—н. в.)

## Таиланд
- Касит Пиром (1991—1994)
- Сучитра Хиранпрук (1997—1999)
- Вичиен Ченсавадичай (1999—2001)
- Рангсан Пахонютин (2001—2005)
- Сорают Промпот[7] (2005—2007)

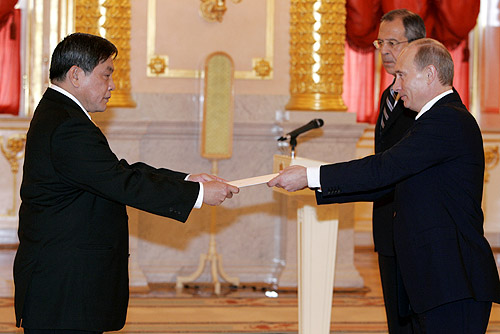
Посол Супот Тиракаосан вручает верительную грамоту президенту России В. Путину. Апрель 2007

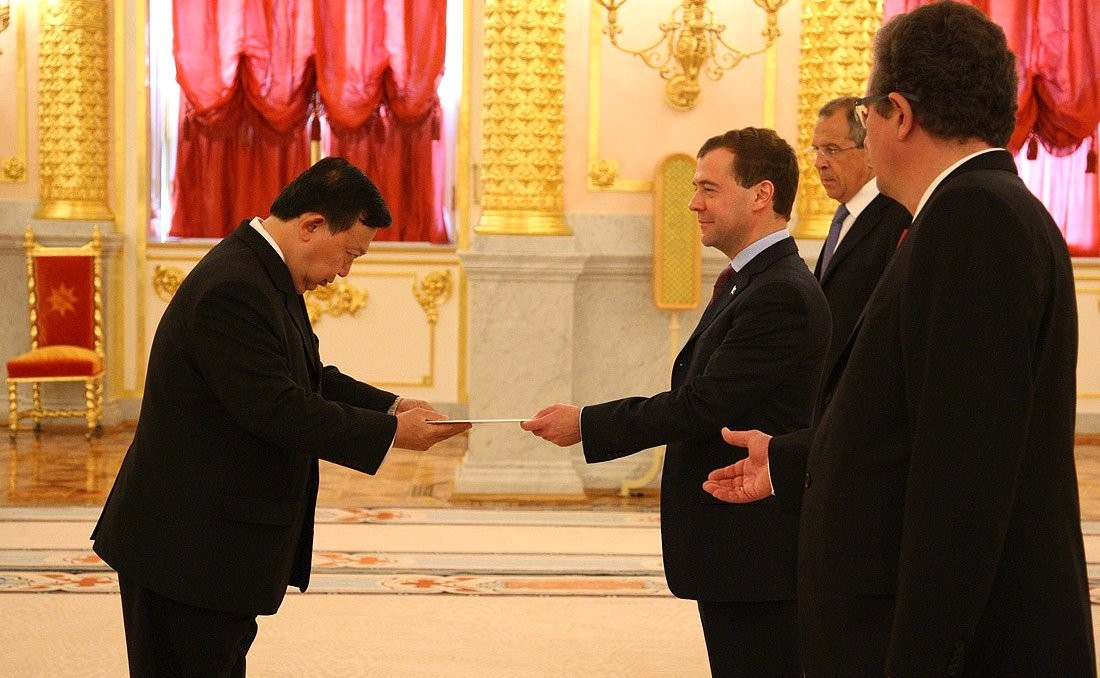
Посол Чалермпол Танчитт вручает верительную грамоту президенту России Д. Медведеву. Июнь 2010.

- Супот Тиракаосан (апрель 2007—2010)
- Чалермпол Танчитт (июнь 2010[8]—2012)
- Итти Дитбанчонг (сентябрь 2012[9]—2016)
- Криангсак Киттичайсари (апрель 2016 — 2017)[10]
- Тханатип Упатисинг (2017—2020)
- Сасиват Вонгсинсават (2021—н. в.)

## Туркменистан
- Ниязклыч Нурклычевич Нурклычев (1992—1996)
- Нуры Оразович Оразмухамедов (1996—2000)
- Халназар Аманназарович Агаханов (2000—2012)
- Бердымурад Реджепович Реджепов (2012—2016)[11]
- Батыр Гурбанмырадович Ниязлиев (2016—2023)[12]
- Эсен Мухаммедович Айдогдыев (2023 — н. в.)

## Турция[13]
- Волкан Вурал (1988—1993)
- Бильгин Унан (1994—1998)
- Наби Шенсой (1998—2002)
- Куртулуш Ташкент (2002—2008)
- Халиль Акынджи (2008—2010)
- Айдын Аднан Сезгин (2010—2014)
- Умит Ярдым (2014—2016)
- Хюсейн Лазип Дириоз (2016—2019)[14]
- Мехмет Самсар (2019—2023)
- Танжу Бильгич (2023 — н. в.)

## Узбекистан
- Ильхом Туйчиевич Неъматов (2008—2010)
- Зиядулла Сагдуллаевич Пулатходжаев (2010—2014)
- Акмал Сайдакбарович Камалов (2014—2015)
- Бахром Баходирович Ашрафханов  (2016—2018)
- Ботиржон Закирович Асадов[15] (2018—н. в.)

## Южная Осетия
- Дмитрий Николаевич Медоев (2009—2015)
- Знаур Николаевич Гассиев (2015—н. в.)

## Япония
- Такэси Кураи (2005—2007)
- Ясуо Сайто (2007—2009)
- Масахару Коно (2009—2011)
- Тикахито Харада (2011—2015)
- Тоёхиса Кодзуки (2015—н. в.)